# Vadimonis
El llac Vadimonis (Lacus Vadimonis) és un petit llac d'Etrúria, que avui es diu llac de Bassano (Laghetto di Bassano), entre els turons Ciminis i el Tíber, del qual Plini el Jove diu que antigament havia tingut diverses illes flotants (terra que es mou amb els vents o corrents) i que fou teatre de dues batalles:
- En la primera, les forces combinades dels etruscs foren derrotades pels romans, dirigits pel cònsol Luci Papiri Cursor Mugil·là, el 310 aC.
- En la segona, les forces combinades etrusques aliades als gals foren derrotades també pels romans, dirigits pel cònsol Corneli Dolabel·la el 283 aC.

És a prop de l'antiga ciutat etrusca d'Horta (actualment Orte), a la província de Viterbo, a la vall del riu Tíber, no gaire lluny de Roma.